# Finn Hendil
Finn Hendil (23. februar 1939 i Valby – 30. januar 2011 i Greve) var en dansk akademiingeniør, der arbejdede for Philips. Han opfandt i 1966 det prøvebillede, der endte med at blive brugt på tv over hele verden. Han er i dag begravet på Greve Kirkegård.